# Нюбруон
Нюбруон  (швед. Nybroån) — мала річка на півдні Швеції, у лені Сконе. Бере початок від злиття річок Фюлеон (швед. Fyleån) і Ерупсон (швед. Örupsån). Інколи Нюбруон розглядається лише як нижня частина річки Фюлеон.
Довжина річки становить 10 км, разом з Фюлеон — 40 км, площа басейну  — 315,8 км² (270 км², 280 км², 316 км²). Середня річна витрата води — 3 м³/с.
У річку на нерест заходить пструг.